# Pisana
La pisana ou mucca pisana est une race bovine italienne.

## Origine
Elle est issue du croisement ancien de la chianina et de la brune. (on commence à trouver sa trace en littérature spécialisée vers 1700) Par la suite, au XXe siècle, elle a aussi reçu du "sang" de shorthorn et de holstein qui ont foncé sa robe. Elle provient de la province de Pise dont elle tire son nom. Elle a été inscrite en 1985 sur le registre pour la sauvegarde des races à diffusion limitée. En 2002, elle comportait 154 vaches et 8 taureaux.

## Morphologie
Elle possède une belle robe châtain sombre à noire. Les muqueuses sont noires et le mufle est auréolé de blanc. Les cornes sont courtes, légèrement courbées vers l'avant. 
Elle est de taille moyenne à stature élégante.

## Aptitudes
C'est une race mixte, autrefois élevée préférentiellement pour son lait. Aujourd'hui, elle a été reconvertie en vache allaitante où elle excelle. Elle peut nourrir deux veaux sans problème. Elle est rustique et bonne mère.